# 兰州东站
兰州东站是位于中华人民共和国甘肃省兰州市城关区焦家湾街道的一个铁路车站，建于1952年，有陇海铁路、包兰铁路和兰渝铁路经过该站，现仅办理货运业务，车站及其上下行区间均为电气化区段。车站距离包头站974公里，隶属中国铁路兰州局集团，是二等站。